# Opera reale svedese

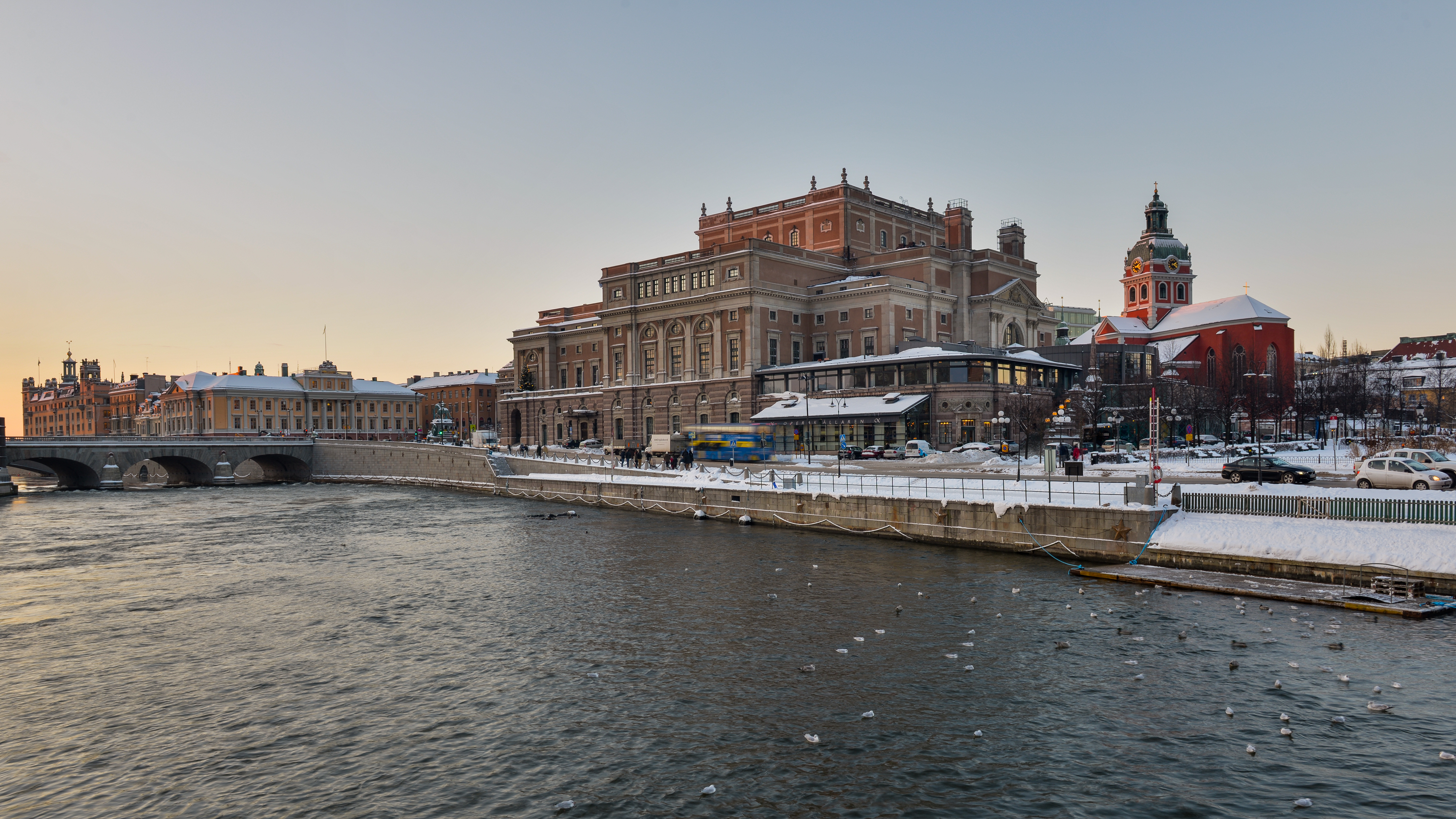
La sede dell'Opera Reale Svedese a Stoccolma.

L'Opera Reale Svedese (in svedese Kungliga Operan) è il teatro nazionale d'opera lirica e balletto in Svezia, con sede nel pieno centro storico di Stoccolma.
Ufficialmente l'ente è strutturato come una società di proprietà statale, di cui lo Stato è amministratore unico. La sua gestione è affidata a un board. Attuali direttori artistici sono il mezzosoprano Birgitta Svendén (per l'opera) e Nicolas Le Riche (per il balletto).
In ambito lirico è per importanza il maggior teatro svedese.

## Storia
La compagnia d'opera dell'Opera Nazionale Svedese venne fondata nel 1773, sotto il regno di re Gustavo III di Svezia. La prima rappresentazione ufficiale ebbe luogo il 18 gennaio con Thetis och Pelée di Francesco Antonio Baldassare Uttini, prima opera scritta originalmente in lingua svedese.
La compagnia si esibì fino al 1782 nel Teatro Bollhuset. Nel 1782 venne inaugurato il Kungliga Teaterhuset, che divenne la sede dell'Opera Reale.
Nel 1892 il teatro, che versava in un pessimo stato di conservazione, venne demolito. Durante i lavori di costruzione del nuovo teatro (nello stesso sito) le esibizioni si spostarono temporaneamente nel Teatro Nazionale Svedese situato sull'isolotto di Blasieholmen, successivamente distrutto da un incendio.
Con l'inaugurazione nel 1898 del nuovo teatro, sotto il regno di re Oscar II di Svezia, la compagnia tornò a esibirsi nella sua sede storica. Un massiccio intervento di riqualificazione e restauro conservativo dell'edificio è stato svolto nel 1989.
Per distinguere i due edifici, identificati dallo stesso nome, è talvolta in uso la prassi di riferirsi al primo teatro come "Opera Gustaviana" e all'attuale come "Opera Oscariana", dal nome dei regnanti all'epoca della loro inaugurazione.
Fin dalla sua istituzione nel 2009, ha ospitato tre edizioni del gala di consegna del Premio Birgit Nilsson, importante riconoscimento nel campo dell'opera lirica e della musica classica.

## La sede

### Il vecchio teatro (1782-1892)

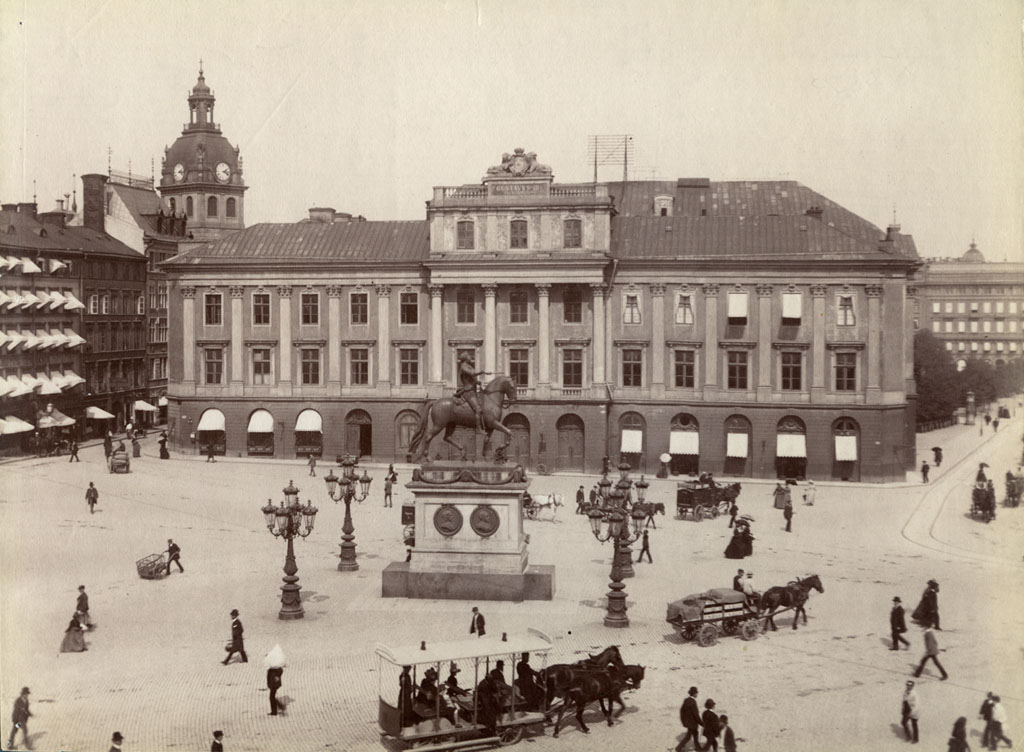
Il teatro in una fotografia del 1880.

Dopo la fondazione dell'Opera Reale Svedese, nel 1775 Gustavo III commissionò la costruzione di un nuovo teatro per l'opera a Stoccolma in Piazza Gustav Adolf. La progettazione del Kungliga Teaterhuset fu affidata all'architetto Carl Fredrik Adelcrantz. Il re era un mecenate ed un sovrano illuminato; ironia della sorte incontrò il suo destino proprio nel foyer del teatro. Durante una festa in maschera, il 16 marzo 1792, venne raggiunto da alcuni colpi di pistola esplosi da Jacob Johan Anckarström, e morì sette giorni dopo. A questo evento si sono ispirate le vicende alla base dell'opera Un ballo in maschera di Verdi. Dopo l'assassinio, il teatro venne chiuso per alcuni mesi fino a novembre (e le feste in maschera vennero vietate fino al 1821).
Il figlio di Gustavo III, re Gustavo IV Adolfo di Svezia, non fu un sostenitore dell'opera. Biasimò il fatto che il luogo della morte di suo padre fosse utilizzato come locale per il divertimento e nel 1806, quando vi venne rappresentata una commedia frivola in onore di sua moglie Federica di Baden, decise di chiudere il teatro. Il teatro rimase chiuso fino al 1809, anno in cui Gustavo IV fu deposto. Successivamente visse sorti alterne fino al maggio del 1812, quando venne riavviata un'attività regolare.
Alla fine del secolo il teatro versava ormai in un cattivo stato di conservazione: era esposto a notevole rischio di incendio e l'attrezzatura per la messa in scena degli spettacoli era ormai obsoleta. Venne disposta quindi la demolizione dell'edificio (avvenuta nel 1892) e la costruzione di un nuovo teatro nello stesso sito. L'ultima rappresentazione nel vecchio teatro si ebbe il 30 novembre 1891, con l'opera in 5 atti Den bergtagna di Ivar Hallström.

### L'edificio attuale (dal 1898)
Il nuovo teatro, costruito in stile neobarocco, venne progettato da Axel Anderberg ispirandosi all'Opéra Garnier parigina. Venne inaugurato dal re Oscar II di Svezia il 19 settembre 1898, con uno spettacolo in cui vennero eseguite l'opera Frondörerna di Adolf Fredrik Lindblads, scene da Estrella di Soria di Franz Berwald e una cantata appositamente composta da Ivar Hallström.

## L'Orchestra Reale Svedese
L'orchestra stabile dell'Opera Reale Svedese è la Kungliga Hovkapellet (in italiano Orchestra Reale Svedese, in inglese Royal Swedish Orchestra), la cui fondazione risale almeno al 1526. Documenti della corona svedese testimoniano la presenza dal 1526 di dodici musicisti, tra cui fiati e un timpanista, facendo dell'Orchestra Reale Svedese una delle più antiche compagini orchestrali europee. Nata all'interno degli ambienti e in funzione degli eventi di corte, venne annessa all'Opera Reale Svedese fin dalla sua fondazione nel 1773.
Tra i suoi direttori stabili nella storia si annoverano Emma Meissner, Johan Helmich Roman, Francesco Uttini e Adolf Wiklund.